# 강하면
강하면(江下面)은 경기도 양평군의 행정구역이다.

## 개요
강하면은 양평군의 서부관문으로 군사 경계지역으로 남한강과 인접하여 자연경관이 수련한 지역이다.

## 행정 구역
- 동오리(東梧里)
- 성덕리(聖德里)
- 왕창리(旺倉里)
- 운심리(雲沁里) : 면사무소 소재지
- 전수리(全壽里)
- 항금리(恒金里)

## 교육
- 강하초등학교
- 강하중학교

## 관광
- 강하면 성덕리 국수당

## 주요 기관
- 강하우체국
- 강하농협지점

## 출신 인물
- 김여지(金汝知): 고려 말기·조선 초기의 문신